# Clara María Ochoa
Clara María Ochoa Domínguez (Cali, 15 de marzo de 1954) es una guionista y productora. Fundadora y presidente de la productora CMO Producciones, realizadora de películas colombianas como Soñar no cuesta nada, Como el gato y el ratón (Like Cat and Mouse), Bolívar Soy Yo y Del amor y otros demonios, Siempreviva y El Rey de la Montaña. Así como grandes series de televisión como: Correo de Inocentes (RCN Televisión), Fugitivos (Caracol Televisión), La Niña (Caracol Televisión), La Ronca de Oro (Caracol Televisión), La Venganza de Analía (Caracol Televisión), de estas dos fue creadora, Pálpito (Netflix) y La Huésped (Netflix). 
Realizó estudios en Italia y España en Cine y Televisión, teniendo un énfasis en color. Razón por la cual fue parte de los inicios de la televisión a color en Colombia.